# Frozen Yogurt

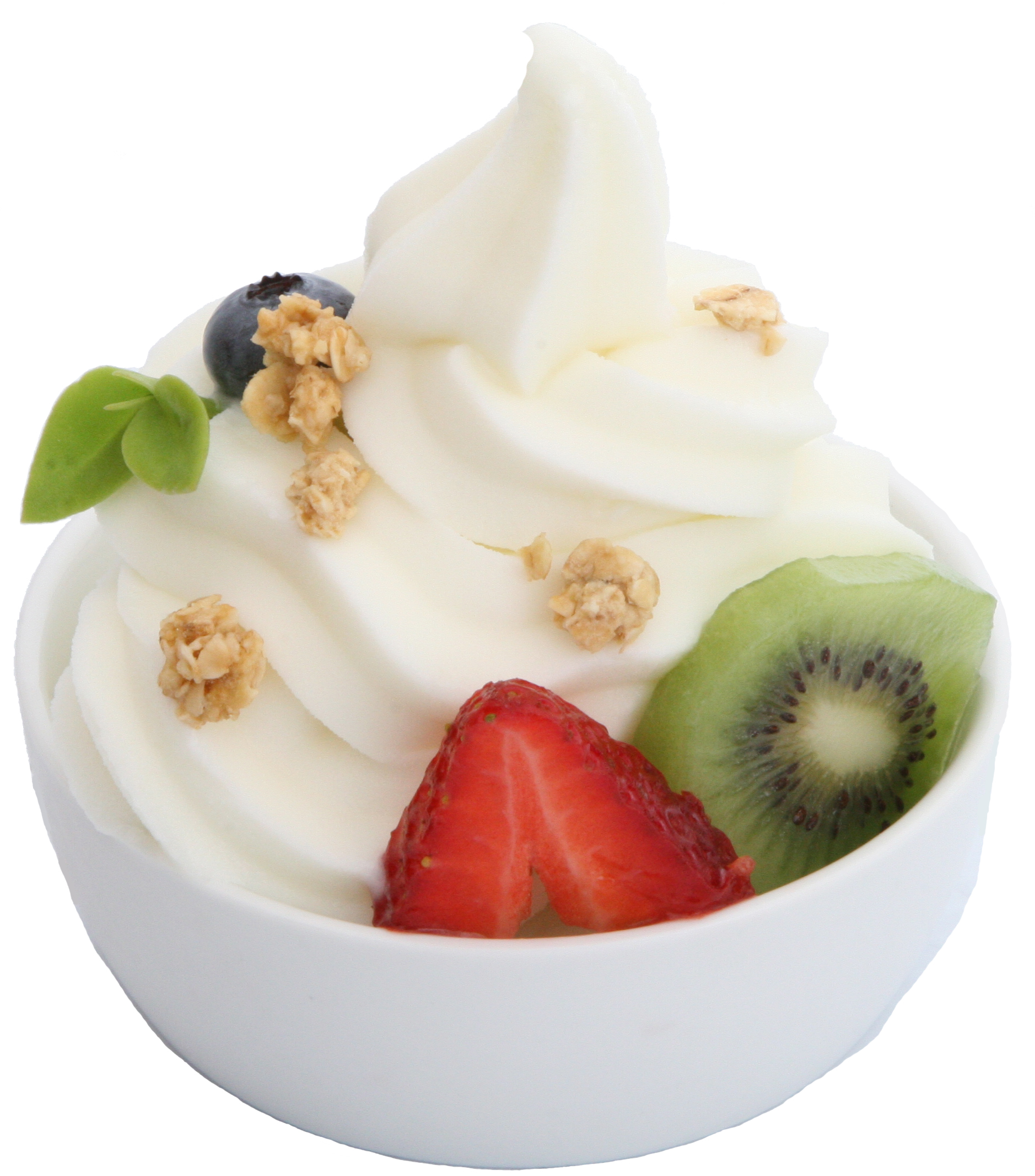
Frozen Yogurt mit Toppings

Frozen Yogurt (auch bekannt als Frogurt oder Froyo) ist ein dem Speiseeis verwandtes Dessert, das hauptsächlich aus Joghurt sowie Milch (meist Magermilch) hergestellt wird. Da statt Sahne Joghurt Verwendung findet, ist der Fettgehalt zumeist deutlich niedriger als bei normalem Speiseeis. Frozen Yogurt wird daher häufig als gesündere Alternative zu herkömmlichem Speiseeis angesehen. Insbesondere in den Vereinigten Staaten hat Frozen Yogurt eine große Popularität erlangt. Es wird einerseits abgepackt über Supermärkte vertrieben, andererseits in speziellen Frozen Yogurt „Stores“ oder „Shops“ angeboten, wo die Herstellung jener von Softeis ähnelt. Es wird dort in der Regel kombiniert mit Toppings (z. B. Früchten) verkauft.

## Geschichte
Frozen Yogurt wurde erstmals in den 1970er Jahren unter dem Markennamen Frogurt in Neuengland angeboten. In abgepackter Form ist Frozen Yogurt heute landesweit unter zahlreichen Markennamen in Supermärkten erhältlich.
Daneben sind es vor allem Franchise-Ketten wie Pinkberry, Red Mango oder Yogen Früz, die das Konzept der Frozen-Yogurt-Shops zunächst in Korea und dann über die Vereinigten Staaten in vielen Ländern populär gemacht haben. In den deutschen Sprachraum sind diese großen Ketten bisher nicht vorgedrungen. Hier begann sich Frozen Yogurt mit dem Start-up Wonderpots ab 2010 erstmals zu verbreiten. Seither entstanden in manchen Großstädten eigene Frozen-Yogurt-Geschäfte verschiedener Marken. In manchen Ländern, darunter inzwischen auch Deutschland, sind Frozen-Yogurt-Produkte auch vereinzelt in Supermärkten erhältlich.

## Sonstiges
Im Mai 2010 veröffentlichte Google das Betriebssystem Android in der Version 2.2 mit dem Codenamen Froyo. Jede Hauptversion von Android wird in alphabetischer Reihenfolge nach einem Dessert oder einer Süßigkeit benannt.